# Фитотрон
Фитотрон — закрытая камера для исследований, предназначенная для изучения взаимодействия растений с окружающей средой.

## История
Первый фитотрон был построен под руководством Фритса Уормолта Уэнта в Калифорнийском технологическом институте в 1949 году. Он финансировался Фондом Гарри Б. Эрхарта и был официально известен как Лаборатория исследований растений Эрхарта.Свое более характерное прозвище он получил, очевидно, из шутливого разговора между биологами Калифорнийского технологического института Джеймсом Боннером и Сэмом Уайлдменом. Вспоминая о происхождении где-то в 1980-х Боннер отметил, что: «Лаборатория исследований растений Эрхарта [была] названа экологически контролируемой теплицей, но мой первый аспирант [Сэм Уайлдман] и я, сидя примерно в 1950 году за чашкой кофе, решили, что она заслуживает лучшего или более благозвучного названия […]. Мы решили назвать ее фитотрон — phytos от греческого слова „растение“, а tron — „циклотрон“, большая сложная машина. Изначально меня чрезвычайно раздражало это слово. Но доктор Милликен воспринял это прямо, сказав: „Это сооружение, финансируемое мистером Эрхартом, сделает для биологии растений то, что циклотрон сделал для физики“, и он окрестил его фитотроном».
Фитотроны распространились по всему миру с 1945 года по сегодняшний день в Австралии, Франции, Венгрии, России, Англии и США. Более того, они стимулировали такие варианты, как Климатрон в Ботаническом саду Миссури, Биотрон в Университете Висконсин-Мэдисон, Экотрон в Имперском колледже Лондона и Бризатрон в экологической лаборатории реки Саванна.

## Принцип работы
Фитотрон является станцией искусственного климата, или же целым комплексом стационарных камер, находящихся в отдельном здании и имитирующих различные климатические циклы. В современных фитотронах обычно поддерживается температура воздуха и почвы, относительная влажность воздуха и интенсивность освещения. В фитотронах используются мощные лампы накаливания, ксеноновые, ртутные или же люминесцентные лампы. Регулирование сводится к следованию двум режимам: либо постоянному, при которому поддерживается стандартная температура и влажность воздуха, либо различного, где температура и влажность регулируется относительно «дневных» и «ночных» часов. Поскольку некоторые из самых ранних экспериментов с контролируемой средой показали, что растения по-разному реагируют на дневные и ночные температуры, в первых экспериментах по наблюдению за эффектом изменения дневной и ночной температуры экспериментаторы переводили свои растения с более высоких температур на более низкие в ходе ежедневной или любой другой переменной или постоянной процедуры. Это сделало переменную «температуру» экспериментально контролируемой. Даже метод грубой силы, при котором проверялась каждая последующая переменная окружающей среды и каждый сорт растения, мог бы точно определить конкретные условия окружающей среды для максимального роста.